# Успенка (Абайская область)
Успенка (каз. Успенка) — село в Бородулихинском районе Абайской области Казахстана. Входит в состав Бородулихинского сельского округа. Находится примерно в 13 км к югу от районного центра, села Бородулиха. Код КАТО — 633830600.

## Население
В 1999 году население села составляло 367 человек (186 мужчин и 181 женщина). По данным переписи 2009 года, в селе проживали 254 человека (130 мужчин и 124 женщины).